# E-kenet PiTaPa
e-kenet PiTaPa（イー・ケネット ピタパ）は、京阪電気鉄道（京阪）の子会社・京阪カードが発行している2枚一組のPiTaPa対応ICカードである（カード発行・管理業務に関しては、三菱UFJニコス→ジェーシービーに委託）。
本利用開始日は2004年8月1日。京阪グループの広告などでは、PiTaPaカードは京阪マイレージPiTaPaカード、クレジットカードはe-kenet VISAカードおよびe-kenet JCBカードと呼ばれているが、この項目では京阪マイレージPiTaPaカードをPiTaPaカードと呼び、e-kenet VISAカードおよびe-kenet JCBカードはそのままの名称で表記する。

## e-kenet PiTaPaの概要
PiTaPaカードとe-kenet VISAカードまたはe-kenet JCBカードの2枚セットで発行される(南海グループカード minapitaや、近鉄グループのKIPS PiTaPaカードも同様のシステムを採用)。また、導入当初から中高生用のジュニアカードと小学生用のキッズカードもPiTaPaカードのみの発行を行っている（後述）。
e-kenet VISAカードには、後述のおけいはんポイント以外にも、花まるクレジットポイントもたまる。

## おけいはんポイント
おけいはんポイントは、京阪グループの店舗を中心とした加盟店でのショッピングなどによってポイントが貯まる。一部の加盟店を除き、e-kenet VISAカードおよびe-kenet JCBカードでの支払いのほか、現金での支払いでもe-kenet VISAカードを提示すればポイントを貯めることができる。
このほか「京阪レイルウエイマイレージ」という、PiTaPaカードで京阪電車（京阪線・大津線とも）を利用することにより、ポイントが貯まるシステムもある。家族会員の場合は本会員にすべてのポイントが移行されるため、ジュニア・キッズ両カードでも本会員にポイントがたまる。
- 基本マイレージポイント：1か月間の京阪電車における、利用額の1%がおけいはんポイントとしてたまる。
- 区間指定割引ボーナスポイント：2008年9月1日より、区間指定割引（京阪線のみ対象）が適用されると、上記のポイントに加えて、10%のボーナスポイントがたまるようになった。これにより「基本マイレージポイント」と合わせて、1か月定期運賃の11%相当分のおけいはんポイントが付与されることになる。

さらに、PiTaPaカードで京阪電車を往復で乗車し、京阪百貨店守口店（最寄り駅は守口市駅）、くずはモール（最寄り駅は樟葉駅）、浜大津アーカス（最寄り駅はびわ湖浜大津駅）の京阪グループの商業施設にて、e-ke
net VISAカードまたはe-kenet JCBカードを利用して買い物（京阪百貨店守口店では、利用金額が5,250円以上の場合。施設ごとに条件は異なる。一部サービス対象外の店舗あり。）をすると、ポイントが2倍になる制度もある。こちらは本会員且つ土日休日限定のサービスとなっている。

## 花まるクレジットポイント
e-kenet VISAカードに付加されている別のポイントシステム。こちらは利用金額の月額合計1,000円につき1ポイントが進呈される。このポイントが200ポイント以上になると色々な景品に交換ができ、さらに前記のおけいはんポイントに移行できる。花まるクレジットポイントの1ポイントは、おけいはんポイントに移行すると、5ポイントになる。

## e-kenetでんき
e-kenetでんきは、京阪カードが発行するe-kenet VISAカードおよびe-kenet JCBカード所有者を対象にした家庭用電力提供サービスである。関西電力送配電（当初は関西電力）の営業区域において、東京電力エナジーパートナーとその子会社のファミリーネット・ジャパン、京阪カードの3社が共同で家庭用電力を提供するサービスとなっている。e-kenetでんき契約者を対象に、おけいはんポイントを非契約者より上乗せで貯めることができる。詳細は、e-kenetでんきのウェブサイトを参照。

## 宣伝キャラクター
2代目の「おけいはん先生」こと京橋けい子が2004年5月の導入前予告から2006年11月までキャラクターになっていた。2006年12月からは3代目のおけいはん森小路けい子がキャラクターになっている。ほかに、この宣伝限定で制服姿の人形も登場する。ただし、導入直後のCMでは、まったく別の親子が登場していた時期もあった。

## 注意事項
- 同社では、PiTaPaによるIC定期券は導入しない方針であるため、従来の磁気式定期券のように、特定区間の利用頻度が高い人は損をする可能性がある。これに対応するサービスとして、上項で説明した「区間指定割引・ボーナスポイント」が提供されている。
- 大津線（京津線・石山坂本線）については、2007年4月1日より利用可能となった（京津線御陵駅で乗入れしている京都市交通局の地下鉄路線も同時導入）。ただし大津線内では、割引サービスは行っていないので、注意が必要である（乗り入れ先の京都市交通局の地下鉄線内では、独自の「利用額割引」サービスを実施）。
- なお2011年6月1日より、同社の各駅にてJR西日本のICOCAとICOCA定期券（京阪線内用定期券・京阪～JR連絡定期券とも）の発売を開始した。ただしICOCAの販売、ならびにICOCA定期券の利用範囲においては、大津線系統の各駅は対象外となっている。ちなみに同社各駅でのICOCA定期券の購入においては、e-kenet VISAカードおよびe-kenet JCBカードによる決済が可能である（暗証番号が必要）が、ICOCAの購入およびチャージは、現金のみの対応となっているので、注意が必要である。